# Museo Stibbert
El Museo Stibbert es un museo ubicado en Florencia. Está nombrado en honor a Frederick Stibbert, fundador del museo.En él se exhiben armas antiguas, junto a obras de arte.

## Historia
El museo es fruto de las colecciones de Frederick Stibbert, un inglés de ascendencia toscana que a finales del siglo XIX restauró y amplió la pequeña Villa Montughi que pertenecía a la familia Davanzati. Es uno de los ejemplos más insignes del eclecticismo decimonónico, así como de una famosa demostración de aprecio por la ciudad por parte de la comunidad inglesa, que a finales del siglo XIX representaba una gran parte de la población de la ciudad.
De hecho, Stibbert, enriquecido con el negocio ferroviario en su patria inglesa, se instaló en Florencia y a su muerte donó la villa, el parque y las colecciones a la ciudad, dando así a luz una importante fundación que abrió la casa al público, al igual que otras casas museo como el Museo Horne, el Museo Bardini o el Palacio Davanzati.

## El museo
La villa es un importante ejemplo del estilo fantasioso del siglo XIX y algunos de los mejores artistas florentinos de la época trabajaron allí, como el arquitecto Giuseppe Poggi, los pintores Gaetano Bianchi y Annibale Gatti, que pintaron numerosos frescos, y el escultor Augusto Passaglia. La colección conserva más de 50 000 piezas, quizá el ejemplo más importante de museografía decimonónica de la ciudad, con los más variados objetos de arte desde pinturas hasta armaduras, desde porcelana hasta muebles antiguos, desde abanicos hasta botones.
El apartado más impresionante de las colecciones es sin duda el de armaduras, único por su riqueza, internacionalidad y escenografía de la exposición, hay casi 16 000 piezas de diversas épocas, en su mayoría procedentes de Europa central. Hay algunos ejemplares de la zona balcánica, otros de origen sardo y piezas de Oriente Medio y Japón.
La colección del museo es principalmente dedicada a la caza, de la cual Frederick Stibbert era un aficionado.
En algunas salas se exponen armaduras de caballeros italianos y alemanes. El conjunto completo de armamento, la mayoría de los cuales se remonta al siglo XVI y XVII. Las armaduras de los turcos otomanos, alojados en una magnífica sala decorada con incrustaciones moriscas, datan del siglo XVI, mientras que las piezas de la colección de India datan del período comprendido entre los siglos XVI y XVII. También alberga una colección japonesa, la más grande del mundo fuera de Japón, con katanas y espectaculares armaduras que pertenecieron a los últimos samurái y se compró a finales del siglo XIX. En 2006 se descubrió que una parte de las obras japonesas más antiguas y preciosas fueron sido robadas, tal vez en la década de 1970 y reemplazadas por copias mucho más recientes. Fuentes del propio museo afirman que el hecho fue inflado considerablemente por los periódicos, pero que durante un censo inventario y comprobación de las obras surgieron algunas irregularidades graves.
El museo también alberga una colección de fábulas japonesas, volúmenes de poesía, canciones y calendarios de Takejiro Hasegawa. Este artista japonés ha aumentado la importancia de su producción gracias a la colaboración con escritores e ilustradores de gran prestigio.
Entre las pinturas del museo se encuentran pinturas de Sandro Botticelli, Carlo Crivelli ( Dos santos del Políptico de la Catedral de Camerino, circa de 1490), Domenico Beccafumi, Luca Giordano, Alessandro Allori, Pieter Brueghel el Joven, Neri di Bicci y Pietro Lorenzetti .
Entre las otras colecciones de gran valor, cabe destacar el mobiliario antiguo, con numerosas arcas que datan del siglo XV, vitrinas y mesas del siglo XVIII y una fina mesa de malaquita. La tapicería de cuero es suntuosa, uno de los aspectos típicos de la villa.
Una sala albergaba la colección más antigua de banderas del Palio di Siena que data de mediados del siglo XIX, colgadas del techo.

## El parque
El gran parque inglés, al igual que el actual Cascine Park, alberga algunos monumentos, fuentes y esculturas curiosos. Parece una intrincada serie de caminos que suben y bajan entre los arbustos, con muebles y rincones para descansar y ver. La alta vegetación está representada por plantas como pinos, encinas, castaños de indias, tilos, sobre los que destacan espléndidos cipreses, algunos de los cuales probablemente datan de antes de la restauración de Stibbert.
El estanque es de gusto romántico y en sus cuyas orillas se edifica un pequeño templo de estilo neo-egipcio, mientras que el camino decorado con una hilera de esculturas y bustos clásicos es un elemento típico del jardín italiano preexistente.
Un toque romántico tardío lo dan las ruinas de un patio gótico veneciano, en mármol blanco, con una hermosa boca de pozo en el centro. Las numerosas estatuas de terracota esparcidas por todo el parque son típicamente florentinas.

## Exposiciones
En 2013 el Museo Stibbert acogió una exposición sobre el tema de la armadura samurai destacando los materiales y técnicas artesanales que les permitieron crear estas obras de arte.